# Abbaretz
Abbaretz je francouzská obec, která se nachází v departementu Loire-Atlantique, v regionu Pays de la Loire. Obec má rozlohu 61,76 km². V obci žije necelých 2 000 obyvatel. Hustota zalidnění je 31,38 obyv./km². V poslední době počet obyvatel vzrůstá. Obec je vzdálená asi 44 km od Nantes.